# زانکت اگیدن ام اشتاینفلد
زانکت اگیدن ام اشتاینفلد (به آلمانی: Sankt Egyden am Steinfeld) یک منطقهٔ مسکونی در اتریش است که در ناحیه نوین‌کیرشن واقع شده‌است. زانکت اگیدن ام اشتاینفلد ۱٬۷۸۵ نفر جمعیت دارد.